# (8757) Cyaneus
(8757) Cyaneus (6600 P-L) – planetoida z grupy pasa głównego asteroid okrążająca Słońce w ciągu 3,25 lat w średniej odległości 2,19 au. Odkryta 24 września 1960 roku.